# Immunité (livre)
Immunité (titre original : On Immunity: An Inoculation) est un livre non fictif d'Eula Biss (en) publié en 2014, et publié en français en 2018. Il évoque principalement la vaccination des enfants. 

## Récompenses et distinctions
- 2014 New York Times Best Books of the Year, l'un des "10 meilleurs livres"[1].
- 2014 National Book Critics Circle Award (Criticism), finaliste[2].
- 2015 Sélection du Mark Zuckerberg book club (en) sélection de Février[3].